# Onsdag

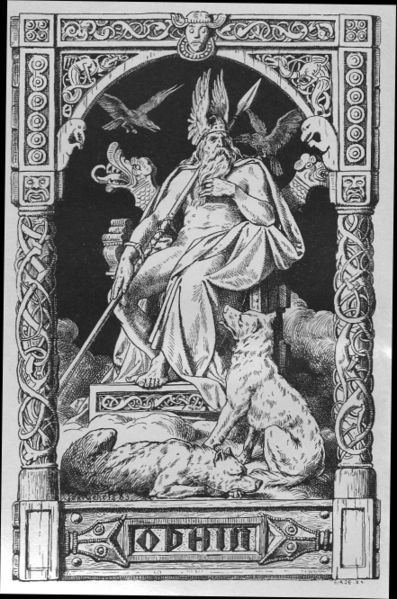
I de germanska språken har Oden namngett onsdagen

Onsdag (fornsvenska: óðins- dagher) är den veckodag som kommer efter tisdag och före torsdag. Enligt äldre uppfattning veckans fjärde dag, men sedan internationell standard infördes 1973 räknas onsdagen som veckans tredje dag.
Onsdagen kallas ibland "lillördag", vilket kommer ifrån "piglördagen", som inföll på onsdagar, det var då pigan enligt traditionen hade ledigt eftersom hon inte fick vara ledig på den riktiga lördagen. 

## Onsdagen i mytologin
Onsdagen är i Norden uppkallad efter den fornnordiska guden Oden. På latin heter onsdagen dies Mercurii, det vill säga Mercurius dag. Oden jämställdes nämligen med den romerska guden Mercurius. Oden är den ene krigsguden och den äldste, främste och visaste av asagudarna.
I tyska dialekter undantränges ett äldre Wodanstag av Mittwoch (veckans mellersta dag) på 900-talet, och kom senare att bli allenarådande inom tyska språk. Troligen lånades namnet från det ryska namnet på dagen, sreda.

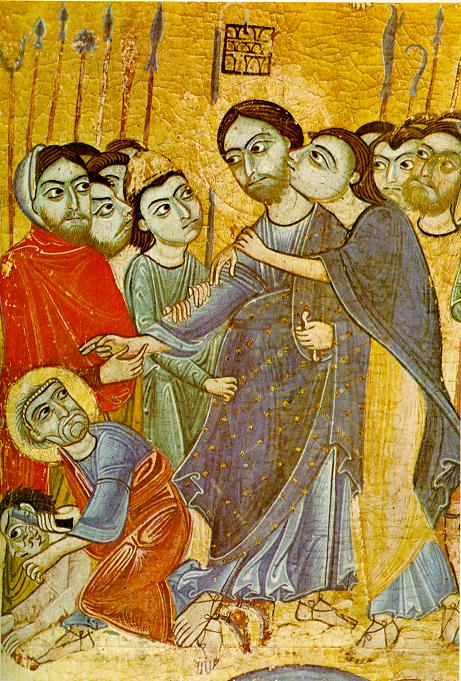
Judas förrådde Jesus på en onsdag

## Onsdagen i kristen tradition
- Askonsdagen kallas inom kristendomen onsdagen efter fettisdagen. Det är askonsdagen som inleder den egentliga fastetiden. Under askonsdagen strödde man aska över huvudet på de som ber om syndernas förlåtelse. Askonsdagen inträffar enligt kyrkokalendern 46 dagar före påskafton.
- Dymmelonsdagen kallas onsdagen under stilla veckan. Det var nämligen under denna onsdag som Judas Iskariot förrådde Jesus. Under medeltiden ersatte man klockringningen med dova slag av en träkläpp, även kallad dymmel från onsdagen och fram till påskdagen. Denna tradition lever till viss del kvar i vissa katolska länder.[2]
- Onsdagspredikan hölls i enlighet med 1686 års kyrkolag varje onsdag. [1]
- Onsdagen har blivit en vanlig dag för många kristna att fasta på, framför allt under adventstid.[2]